# Каменьчик (Соколовський повіт)
Каменьчик (пол. Kamieńczyk) — село в Польщі, у гміні Стердинь Соколовського повіту Мазовецького воєводства. Населення — 190 осіб (2011).

## Історія
За даними етнографічної експедиції 1869—1870 років під керівництвом Павла Чубинського, у селі переважно проживали римо-католики, меншою мірою — греко-католики, які здебільшого розмовляли українською мовою.
У 1975—1998 роках село належало до Седлецького воєводства.

## Демографія
Демографічна структура станом на 31 березня 2011 року:
|          | Загалом | Допрацездатний вік | Працездатний вік | Постпрацездатний вік |
| -------- | ------- | ------------------ | ---------------- | -------------------- |
| Чоловіки | 106     | 28                 | 58               | 20                   |
| Жінки    | 84      | 14                 | 35               | 35                   |
| Разом    | 190     | 42                 | 93               | 55                   |